# Kastelruth
Kastelruth (wł. Castelrotto, lad. Ciastel) – miejscowość i gmina we Włoszech, w regionie Trydent-Górna Adyga, w prowincji Bolzano.
Liczba mieszkańców gminy wynosiła 6456 (dane z roku 2009). Język niemiecki jest językiem ojczystym dla 81,83%, ladyński dla 14,74%, a włoski dla 3,43% mieszkańców (2001).